# 世にも奇妙な物語 七夕の特別編
『世にも奇妙な物語 七夕の特別編』（よにもきみょうなものがたり たなばたのとくべつへん）は、1994年7月7日（木曜日）22:30 - 23:54にフジテレビで放送された『世にも奇妙な物語』の特別編。

## 罰ゲーム

### キャスト
- ユキ - 永作博美
- 明彦 - 井ノ原快彦
- 弘史 - 遠藤雅
- 妹 - 大野愛
- 少女ユキ - 大澤圭子
- 少年弘史 - 鈴木竜太

### スタッフ
- 原作 - 多島斗志之「罰ゲーム」（『少年たちのおだやかな日々』所収 / 双葉社）
- 脚本 - 高山直也
- 演出 - 土方政人

## 時の女神

### キャスト
- 沢田修平 - 柳葉敏郎
- 白服の女 - 水野真紀
- 娘 - 奥菜恵
- 先生 - 寺田千穂
- 彼女 - 春木みさよ
- 父 - 中平良夫
- 母 - 大原真理子
- 医師 - 伊藤眞
- 少年修平 - 木下修一郎
- 同級生 - 杉山丈二、塚田純一郎、蝦名隆広、徳島更紗
- 上司 - 塚本信夫

### スタッフ
- 原作 - 筒井康隆「時の女神」（『幻想の未来』所収 / 角川書店）
- 脚本 - 小山協子、落合正幸
- 演出 - 落合正幸

## 恐竜はどこへ行ったのか？
- 主演 - 松下由樹

## アバンストーリー「4つの電球」
世にも奇妙な物語の放映作品一覧#特別編を参照。